# Шульпин, Георгий Борисович
Георгий Борисович Шульпин (22 июля 1946, Москва — 3 марта 2023) — российский учёный, ведущий научный сотрудник Института химической физики (ИХФ) им. Н. Н. Семёнова РАН. Доктор химических наук.

## Биография
Родился 22 июля 1946 года в Москве.
Окончил химический факультет МГУ (1969) и аспирантуру Института элементоорганических соединений Академии наук СССР (1972). Там же защитил кандидатскую диссертацию по металлоорганической химии (1975) под руководством академика А. Н. Несмеянова. Позднее защитил докторскую диссертацию (2013).
С 1978 г. работал в ИХФ им. Н. Н. Семёнова РАН. Много лет сотрудничал с А. Е. Шиловым. Область научных интересов: катализ, химия углеводородов, химическое моделирование биологических процессов, металлоорганическая химия.
Его вклад в химическую науку получил признание научного сообщества: издан юбилейный том журнала Journal of Molecular Catalysis, A: Chemical, в котором все статьи химиков разных стран посвящены Шульпину.
Шульпиным была открыта реакция введения иона платины в ядро ароматического соединения, разработан удобный метод определения продуктов окисления углеводородов пероксидами и воздухом, и предложены новые катализаторы для таких темновых и фотохимических реакций.
Г. Б. Шульпин проводил совместные исследования с коллегами из зарубежных научных институтов и фирм и читал лекции в университетах ряда стран (Бразилия, Великобритания, Германия, Индия, Испания, Италия, Португалия, США, Таиланд, Франция, Чехословакия, Швейцария, Япония). Являлся иностранным членом Академии наук Лиссабона. Награждён медалью 850-летия Москвы, а также премиями издательств «Pleiades Publishing, Inc.» и «Elsevier» за лучшие научные и научно-популярные публикации.
Им опубликовано около 300 научных работ, в том числе монографии, главы монографий и статьи в престижных международных и российских журналах, включающие обзорные публикации, а также иностранные патенты.
Автор научно-популярных книг «Эта увлекательная химия», «Мир необычных молекул: металлоорганические комплексы», «Химия для всех», (переведены на ряд иностранных языков) и многочисленных статей в научно-популярных журналах Наука и жизнь, Химия и жизнь, Природа, Химия в школе. Шульпин — член редакционных советов международных научных журналов Journal of Organometallic Chemistry, Catalysis Communications, Catalysts, American Chemical Science Journal, The Scientific World Journal, Advances in Chemical Engineering and Science.
Скончался 3 марта 2023 года.

## Из библиографии
- Органические реакции, катализируемые комплексами металлов / Г. Б. Шульпин; Отв. ред. А. Е. Шилов; АН СССР, Ин-т хим. физики. — Москва : Наука, 1988. — 285 с. : ил.; 22 см; ISBN 5-02-001351-X
- Активация и каталитические реакции углеводородов / А. Е. Шилов, Г. Б. Шульпин; Отв. ред. А. П. Пурмаль; Рос. АН, Ин-т хим. физики им. Н. Н. Семёнова. — Москва : Наука, 1995. — 398,[1] с. : ил.; 22 см; ISBN 5-02-001786-8

### Научно-популярные
- Эта увлекательная химия / Г. Б. Шульпин. — Москва : Химия, 1984. — 184 с. : ил.
- Мир необычных молекул : Металлоорган. комплексы / Г. Б. Шульпин; Отв. ред. А.Е. Шилов; АН СССР. — Москва : Наука, 1986. — 173,[1] с. : ил.; 20 см. — (Сер. «Наука и техн. прогресс»).